# Prosopocera griseomarmorata
Prosopocera griseomarmorata là một loài bọ cánh cứng trong họ Cerambycidae.